# Artemia
''Artemia'' là một chi động vật giáp xác thủy sinh gọi là tôm ngâm nước mặn. Artemia, chi duy nhất trong họ Artemiidae, đã thay đổi rất ít từ bên ngoài kể từ thời kỳ Trias.
Các ghi chép lịch sử về sự tồn tại của Artemia có từ năm 982 từ hồ Urmia, Iran, mặc dù con số rõ ràng đầu tiên là báo cáo và bản vẽ được thực hiện bởi Schlosser năm 1756 về các loài động vật này từ Lymington, Anh.
Chúng sinh sống ở các hồ nước mặn trong lục địa trên khắp thế giới, trừ các đại dương. Chúng có khả năng tránh sống chung với các loài săn mồi như cá, bằng khả năng sinh sống ở các vùng nước có độ mặn cao (lên đến 25%).

## Miêu tả
Tôm nước mặn Artemia bao gồm một nhóm bảy đến chín loài rất có khả năng đã phân biệt từ một hình thức tổ tiên sống ở khu vực Địa Trung Hải khoảng 5,5 triệu năm trước đây.
Phòng thí nghiệm của Trung tâm tham khảo nuôi trồng thủy sản và Artemia (ARC) tại Đại học Ghent sở hữu bộ sưu tập u nang Artemia lớn nhất được biết đến, một ngân hàng u nang chứa hơn 1.700 mẫu Artemia được thu thập từ các địa điểm khác nhau trên thế giới.
Artemia là một động vật chân đốt nguyên thủy điển hình với một cơ thể phân đoạn mà được gắn liền với phần lớn giống như lá. Cơ thể thường bao gồm 19 phân đoạn, 11 phân đoạn đầu tiên trong đó có hai phần phụ, hai phần tiếp theo thường được hợp nhất với nhau mang theo các cơ quan sinh sản và các đoạn cuối cùng dẫn đến đuôi. [8] Tổng chiều dài thường khoảng 8–10 mm (0,31–0,39 in) đối với con đực trưởng thành và 10–12 mm (0,39–0,47 in) đối với con cái, nhưng chiều rộng của cả hai giới (kể cả chân), là khoảng 4 mm (0,16 in).
Cơ thể của Artemia được chia thành đầu, ngực và bụng. Toàn bộ cơ thể được bao phủ bởi một bộ xương ngoài mỏng, linh hoạt của chitin mà cơ được gắn vào trong và đổ định kỳ..
Đối với tôm nước mặn, nhiều chức năng, bao gồm bơi lội, tiêu hóa và sinh sản không được kiểm soát thông qua não; thay vào đó, hệ thống thần kinh địa phương ganglia có thể kiểm soát một số quy định hoặc đồng bộ hóa các chức năng này. Tự động giải phẫu, tự nguyện đổ hoặc thả các bộ phận của cơ thể để phòng thủ, cũng được kiểm soát cục bộ dọc theo hệ thống thần kinh. Artemia có hai loại mắt. Chúng có hai mắt ghép phức tạp được đặt trên thân cây linh hoạt. Đôi mắt hợp chất này là cơ quan cảm giác quang học chính trong tôm của người lớn. Mắt trung bình, hoặc mắt naupliar, nằm ở phía trước ở giữa đầu và là cơ quan cảm giác quang học chức năng duy nhất trong nauplii, có chức năng cho đến giai đoạn trưởng thành.

## Sinh thái và hành vi
Tôm nước mặn có thể chịu được bất kỳ mức độ mặn nào từ 25 ‰ đến 250 ‰ (25–250 g / L), [10] với khoảng tối ưu là 60 ‰ –100 ‰, [10] đạt ưu thế sinh thái có thể bảo vệ chúng khỏi kẻ thù. [11] Về mặt sinh lý, mức độ mặn tối ưu vào khoảng 30-35 ‰, nhưng do những kẻ săn mồi ở mức muối này, tôm nước mặn hiếm khi xuất hiện trong môi trường sống tự nhiên ở độ mặn dưới 60–80 ‰. Di chuyển bằng cách đập nhịp nhàng các phần phụ theo cặp. Hô hấp xảy ra trên bề mặt của chân thông qua các tấm dạng sợi, giống như lông (epipodites lamellar) [8]

## Sinh sản
Con đực khác với con cái bằng cách có ăng-ten thứ hai được phóng to một cách rõ rệt, và biến đổi thành các cơ quan được siết chặt được sử dụng trong giao phối. [12] Tôm mẹ giống cái trưởng thành rụng trứng khoảng 140 giờ một lần. Trong điều kiện thuận lợi, tôm giống nữ có thể tạo ra trứng gần như ngay lập tức nở. Trong khi trong điều kiện khắc nghiệt, chẳng hạn như mức độ oxy thấp hoặc độ mặn trên 150 ‰,con artemia cái sinh ra trứng với lớp phủ màu nâu. Những quả trứng này, còn được gọi là u nang, không hoạt động về mặt trao đổi chất và có thể duy trì trạng thái ứ đọng trong hai năm trong khi trong điều kiện không có oxy khô, ngay cả ở nhiệt độ dưới mức đóng băng. Đặc tính này được gọi là cryptobiosis, có nghĩa là "cuộc sống ẩn". Trong khi trong cryptobiosis, trứng tôm nước muối có thể sống sót ở nhiệt độ không khí lỏng (−190 °C hoặc −310 °F) và một tỷ lệ nhỏ có thể sống sót trên nhiệt độ sôi (105 °C hoặc 221 °F) trong tối đa hai giờ. ] Một khi được đặt trong nước muối (muối), trứng nở trong vòng vài giờ. Ấu trùng nauplius có chiều dài nhỏ hơn 0,4 mm khi chúng nở lần đầu.
Ảnh hưởng của phản ứng tổng hợp trung tâm và phản ứng tổng hợp đầu cuối trên dị hợp tử
Sinh sản đồng thời là một dạng sinh sản tự nhiên, trong đó sự tăng trưởng và phát triển của phôi xảy ra mà không cần thụ tinh. Thelytoky là một dạng đặc thù của quá trình sinh sản trong đó sự phát triển của cá thể cái xuất hiện từ trứng chưa được thụ tinh. Automixis là một dạng thelytoky, nhưng có nhiều loại automixis khác nhau. Loại automixis có liên quan ở đây là một trong hai sản phẩm haploid từ cùng một meiosis kết hợp để tạo thành một hợp tử lưỡng tính.
Diploid Artemia parthenogenetica sinh sản bằng cách sinh tổng hợp tự động với phản ứng tổng hợp trung tâm (xem sơ đồ) và tái tổ hợp thấp nhưng không đông. [13] Sự kết hợp trung tâm của hai trong số các sản phẩm hốc mắt của bệnh meiosis (xem sơ đồ) có xu hướng duy trì dị hợp tử trong việc truyền gen từ mẹ sang con, và để giảm thiểu trầm cảm cận huyết. Sự tái tổ hợp chéo thấp trong quá trình meiosis có thể hạn chế sự chuyển đổi từ dị hợp tử sang đồng hợp tử qua các thế hệ kế tiếp.

## Chế độ ăn
Trong giai đoạn phát triển đầu tiên của chúng, Artemia không cho ăn nhưng tiêu thụ dự trữ năng lượng riêng của chúng được lưu trữ trong u nang. [14] Tôm biển hoang dã ăn tảo planktonic vi mô. Nuôi artemia cũng có thể được cho ăn các loại thực phẩm dạng hạt hoặc dạng bột như: nấm men, bột mì, bột đậu nành, lòng đỏ trứng, tảo xoắn.

## Di truyền học
Artemia

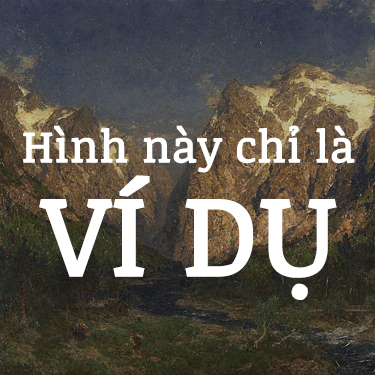
Chú thích 1
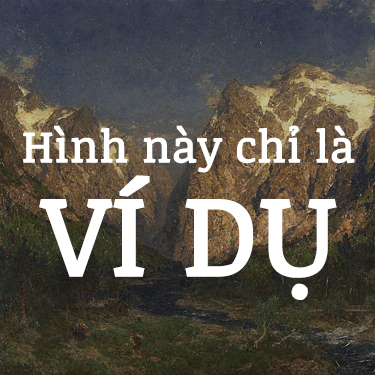
Chú thích 2

```
bao gồm tái tạo sinh sản, các loài lưỡng bội và một số quần thể Artemia parthenogenetic parthenogenetic bao gồm các dòng vô tính và ploidies khác nhau (2n-> 5n).
```

## Các loài
- Artemia franciscana
- Artemia monica
- Artemia persimilis
- Artemia salina
- Artemia sinica
- Artemia tibetiana
- Artemia urmiana